# Фраччи, Карла
Ка́рла Фра́ччи (итал. Carla Fracci; 20 августа 1936, Милан — 27 мая 2021, там же) — итальянская балерина, а также актриса кино и телевидения.

## Биография

### Ранние годы
Карла Фраччи — выдающаяся итальянская балерина XX века, снимавшаяся также в кино и на телевидении в качестве драматической актрисы.
Родилась 20 августа 1936 года в Милане, в Италии. Во время войны жила с семьёй в маленькой деревне. С раннего детства занималась танцами. В 9 лет начала танцевать на сцене. В 1946 году поступила в балетную школу при миланском театре Ла Скала. Училась у знаменитой Веры Волковой. В труппу театра Ла Скала поступила в 1954 году, через два года стала солисткой балета, а в 1958 году получила звание прима-балерины.

### Творчество. Балет
Карла Фраччи достигла всемирного признания как выдающаяся исполнительница партий романтического репертуара, её лучшими работами признаны партии в балетах «Сильфида» и «Жизель». Образ Жизели, созданный Карлой Фраччи, был запечатлён на киноплёнке. В 1969 (1970) году был снят фильм-балет «Жизель» (Германия-США), где Карла Фраччи танцует в дуэте с Эриком Бруном. Сохранилась также запись театрального спектакля «Жизель», сделанная в 1980 году, в котором Карла Фраччи танцует в дуэте с Рудольфом Нуреевым.
Также с успехом исполняла ведущие партии в балетах «Лебединое озеро», «Спящая красавица», «Ромео и Джульетта», «Золушка», «Коппелия», «Франческа да Римини», «Дон Жуан», и др.
Танцевала на многих крупных сценах мира: Лондон Фестивал Балет (1959 и 1962 годы), Королевский театр Ковент-Гарден (1963), Штутгартский балет (1965), Американский театр балета (1967), Королевский Шведский балет (1969).
Её партнёрами выступали Эрик Брун, Рудольф Нуреев, Михаил Барышников, Хеннинг Кронштам, Владимир Васильев, Александр Годунов, Андрис Лиепа, Роберто Болле, и др.
Талант балерины проявлялся не только в классическом репертуаре. В балетах современных хореографов к числу наиболее интересных работ Карлы Фраччи можно отнести её роли в балетах Э. Бруна, Дж. Кранко (Джульетта), Дж. Батлера (Дездемона и Медея), Л. Гая и Б. Менегатти. Также станцевала Нину Заречную в «Чайке» по Чехову в балете, созданном исключительно для Фраччи, музыку балета написал композитор Роман Влад, выпускник академии «Санта Чечилия» и ученик легендарного Альфредо Казеллы.
Синьора Фраччи также известна тем, что единственной из балерин мира станцевала Гамлета. В балете на музыку Шостаковича, поставленном Беппе Менегатти специально для неё, по замыслу постановщика всеми исполнителями, как во времена Шекспира, были мужчины. Единственной женщиной в спектакле, причём занятой в мужской роли, была Карла Фраччи.
По инициативе Карлы Фраччи на сцене Римского оперного театра был возрождён балет «Красный мак» Глиэра, в котором в своё время блистала великая Галина Уланова и в котором Карла Фраччи исполнила одну из ролей.

### Драматический театр, кино, телевидение
Карла Фраччи играла в драматическом спектакле на сцене Театра ди Сан-Карло драматическую роль — главную роль в драматическом спектакле «Филумена Мортурано» по пьесе Эдуардо Де Филиппо.
В 1980 году снималась в биографическом художественном кинофильме «Нижинский», сыграв роль русской балерины Тамары Карсавиной.
В 1981 году снималась в художественном кинофильме режиссёра Мауро Болоньини «Подлинная история дамы с камелиями» в роли Маргариты Готье.
В 1982 году сыграла роль Джузеппины Стреппони в многосерийном телевизионном художественном фильме (мини-сериале) режиссёра Ренато Кастеллани «Жизнь Джузеппе Верди». Этот биографический мини-сериал, рассказывающий о жизни и творчестве великого итальянского композитора Джузеппе Верди, с успехом демонстрировался во многих странах мира (в том числе и в России), выпущен на DVD.

## Последующие годы
Закончив танцевать в 1988 году в возрасте 52 лет, Карла Фраччи продолжила работу в качестве педагога, постановщика и художественного руководителя. В 1990—1991 годах руководила балетной труппой театра Неаполя, а в 1995—1997 годах — в Вероне. В 1995 году Карла Фраччи взяла на себя художественное руководство труппой театра Арена ди Верона, а с 2001 года была директором балетной труппы Римского оперного театра. В 2003 году балетная труппа Римского оперного театра впервые выступала на сцене Большого театра в Москве с программой, которая включала два спектакля Вацлава Нижинского: «Игры» Дебюсси и «Весну священную» Стравинского. В 2010 году в Римском оперном театре выступила в классических балетах на музыку Чайковского: в «Спящей красавице» в роли Феи Карабос, в «Лебедином озере» в роли Владетельной принцессы и в «Щелкунчике» в роли бабушки.
Имя Карлы Фраччи известно не только знатокам и любителям балета: уже с десяток лет по всему миру (в том числе и в России) успешно продаётся парфюмерная линия под маркой «Carla Fracci». Компания, с которой сотрудничает синьора Фраччи, существует с 1893 года и работает на старых традициях создания ароматов. Названия для ароматов Карла Фраччи подбирает самостоятельно, исходя из собственных ощущений и ассоциаций, часто по именам героинь балетов, в которых танцевала. Так появились духи «Жизель», «Одетта», «Аврора», «Медея», «Саломея», «Гамлет», «Carla Fracci».
15 октября 2004 года Карла Фраччи была назначена Послом доброй воли Продовольственной и сельскохозяйственной организации (ФАО) — международной организации под патронатом ООН, которая ведёт международные усилия по борьбе с голодом.
Балерина также была советником по культуре флорентийского муниципалитета и активно занималась просветительской деятельностью.
В декабре 2013 года опубликовала книгу-автобиографию под названием «Шаг за шагом: моя история» (итал. Passo dopo passo. La mia storia).
27 мая 2021 года умерла от рака на 85-м году жизни.

## Семья
В возрасте 17-ти лет Карла Фраччи познакомилась со своим будущим мужем, которому было на тот момент 25 лет. В июле 1964 года во Флоренции они поженились. Балерина Карла Фраччи и её муж Беппе Менегатти, известный итальянский режиссёр и продюсер, счастливы в браке уже 55 лет. У супругов есть сын Франческо, архитектор, и два внука: Джованни (р. 2004) и Ариель (р. 2007).

## Награды и премии
- 2 июня 1983 года — Великий офицер Ордена «За заслуги перед Итальянской Республикой»
- 25 февраля 2000 года — Золотая Медаль «За вклад в развитие культуры и искусства» (Италия)
- 20 октября 2003 года — Дама Большого креста Ордена «За заслуги перед Итальянской Республикой»
- В 2017 году в честь балерины назван астероид (65785) Карлафраччи.

## Фильмография
- 1969 — «Жизель» А. Адана (фильм-балет, Германия-США) — Жизель (Граф Альберт — Эрик Брун)
- 1980 — «Жизель» А. Адана (балет) — Жизель (Граф Альберт — Рудольф Нуреев)
- 1980 — «Нижинский» — Тамара Карсавина (биографический художественный кинофильм)
- 1981 — «Подлинная история дамы с камелиями» / La storia vera della signora dalle camelie — Маргарита Готье (художественный кинофильм режиссёра Мауро Болоньини)
- 1982 — «Ромео и Джульетта» С. Прокофьева (балет) — Джульетта (Ромео — Рудольф Нуреев)
- 1982 — «Жизнь Джузеппе Верди» — Джузеппина Стреппони (мини-сериал режиссёра Ренато Кастеллани)

### О балерине
- 2021 — Карла[итал.], реж. Эмануэле Имбуччи.